# Тугайный муравей-древоточец
Тугайный муравей-древоточец (Camponotus lameerei) — вид муравьёв рода кампонотус (Camponotus) (подрод Myrmentoma) из подсемейства формицины (Formicinae). 

## Распространение
Средняя Азия, Казахстан.

## Описание
Голова и грудь красные, брюшко чёрное. Клипеус с вырезкой по переднему краю. На щеках отстоящие волоски. Рабочие муравьи имеют длину 4—9 мм, самки — 9—11 мм, самцы — 6,5—8,5 мм. Обитает в тугаях и оазисах пустынной зоны и в предгорных лесах. Строит гнёзда в ходах жуков-ксилофагов в стволах старых деревьев и под корой.